# Typhochrestus sardus
Typhochrestus sardus là một loài nhện trong họ Linyphiidae.
Loài này thuộc chi Typhochrestus. Typhochrestus sardus được Robert Bosmans miêu tả năm 2008.